# المحقق غادجيت
المفتش غادجيت (بالإنجليزية: Inspector Gadget)‏ وهو مسلسل كارتوني أمريكي أنتج عام 1983 من قبل ديك إنترتينمنت وشركات المحاصة العمل المشتركِ بين فرنسا، كندا، الولايات المتّحدة، تايوان واليابان، وأحداث المسلسل عن مفتش شرطي غاجيت وهو الإنسان الآلي، عدو الأداةِ الكبيرِ الدّكتورُ كلو، زعيم منظمةِ شريّرةِ، "المعروفة بM. A. D، عرض في الدول العربية باسم "دانيا والعم وحيد".

## وصلات خارجية
- Inspector Gadget at Cookie Jar Entertainment  [لغات أخرى]‏
- المحقق غادجيت على موقع IMDb (الإنجليزية)
- المحقق غادجيت على موقع ميتاكريتيك (الإنجليزية)
- المحقق غادجيت على موقع كينوبويسك (الروسية)
- المحقق غادجيت على موقع ألو سيني (الفرنسية)
- المحقق غادجيت على موقع قاعدة بيانات الفيلم (الإنجليزية)
- Inspector Gadget في قاعدة بيانات الرسوم المتحركة الكبيرة